# О’Доннел, Манус
Манус О’Домнайлл (Манус О’Доннелл) (ум. 1564) — ирландский племенной вождь, король ирландского королевства Тирконнелл и глава клана О’Доннелл (1537—1555), сын и преемник Аэда Дуба (Хью Даффа) О’Доннелла, короля Тирконнелла (1505—1537).

## Биография
Хью Дафф, король Тирконнелла (1505—1537), находился в длительной вражде с другим могущественным кланом О’Нилл, в 1491 году между ними началась война, длившаяся более десяти лет. Хью Дафф оставил своего малолетнего сына Мануса правителем в Тирконнелле, а сам отправился в 1511 году в паломничество в Рим. После двухлетнего отсутствия больной Хью Дафф вернулся в Ирландию, но его сын Манус, который показал себя способным лидером во время защиты своих владений от клана О’Нилл, сохранил власть в королевстве. Когда Хью Дафф обратился за помощью против своего сына к клану Магуайр, Манус заключил союз с О’Ниллами, с помощью которых он смог удержать фактическую власть в Тирконнелле. В 1522 году кланы О’Доннел и О’Нилл вновь находились в состоянии войны.
Конн Баках О’Нилл, 1-й граф Тирон (ок. 1480—1559), стремился подчинить клан О’Доннел своей власти. Конн О’Нилл, пользовавшийся поддержкой Манстера и Коннахта, при помощи английских отрядов и клана Макдоннелов из Антрима взял крепость Баллишаннон и после опустошения большей части Тирконнелла расположился лагерем у Knockavoe, недалеко от Страбана. В сражении Конн Баках О’Нилл потерпел поражение и потерял убитыми 900 человек. В 1531 году клан О’Доннелл принес присягу на верность королю Англии Генриху VIII Тюдору.
В 1537 году лорд Томас Фицджеральд и пять его дядей были казнены за антикоролевское восстание в Лейнстере. Английская колониальная администрация стремилась захватить Джеральда Фицджеральда, наследника графства Килдэр, который находился под опекой своей тетки, леди Элеоноры Маккарти. Чтобы получить для своего воспитанника сильную поддержку, Элеонора Маккарти приняла предложение о браке от Мануса О’Доннелла, который после смерти своего отца Хью Дуба в июле 1537 года возглавил клан О’Доннелл. Король Тир Эогайна Конн Баках О’Нил также был родственником Джеральда Фицджеральда. На короткое время была создана Лига Джеральда, в которую вошли О’Ниллы, О’Доннеллы, О’Браены из Томонда и другие крупные кланы, целью которых было восстановление Джеральда в качестве графа Килдэра.
В августе 1539 года Манус О’Доннел и Конн О’Нилл потерпели тяжелое поражение от английского наместника Леонарда Грея в битве на озере Беллахоэ в графстве Монаган. На западе Манус стремился подчинить своей верховной власти северную часть провинции Коннахт, где в 1539 году род О’Коннор в графстве Слайго признал над собой власть О’Доннел. В 1542 году Манус О’Доннел, как и многие другие ирландские вожди, отправился в Англию, где принес оммаж английскому королю Генриху VIII Тюдору, который пожаловал ему титул графа Тирконнелла. Взамен Манус О’Доннел был вынужден отказаться от своего древнего ирландского королевского титула и принять англиканство.
В последние годы Мануса О’Доннела происходили ссоры между его сыновьями Калвахом и Хью Макманусами. В 1555 году его старший сын Калвах отстранил Мануса от власти и заключил своего отца в тюрьму. В 1564 году Манус О’Доннел скончался.

## Браки и дети
Манус О’Доннел был женат несколько раз. Его первой женой была Джоан О’Рейли, мать Калваха (ум. 1566) и двух дочерей, одна из которых, Маргарет, стала женой ирландского повстанца Шейна О’Нила, главы Тир Эогайна в 1559—1567 годах.
Второй женой Мануса стала Джудит О’Нил, сестра Конна Бакаха О’Нила и тетка Шейна О’Нила. Она была матерью Хью (ум. 1600).